# Functionele calculus
Functionele calculus (synoniemen: symbolische calculus, symbolisch rekenen met operatoren) is een verzameling technieken uit de wiskunde, vooral uit de wiskundige analyse, om gewone functies toe te passen op ingewikkeldere objecten, vooral lineaire transformaties.
Als een functie {\displaystyle f} gedefinieerd is in termen van (reële of complexe) getallen, dan is het niet a priori gegarandeerd dat er een zinvolle betekenis kan gegeven worden aan {\displaystyle f(A)} als {\displaystyle A} iets anders is dan een getal, bijvoorbeeld een matrix of een lineaire transformatie.

## Veeltermfuncties
Met iedere polynoom {\displaystyle f(X)} komt een veeltermfunctie {\displaystyle f} overeen die het getal {\displaystyle x} afbeeldt op {\displaystyle f(x).} Elke polynoom wordt gevormd door de veranderlijke {\displaystyle X,} constante getallen, en de bewerkingen optelling en vermenigvuldiging. Dat betekent dat veeltermfuncties ook zinvol zijn in iedere algebraïsche structuur waarin een optelling en een vermenigvuldiging gedefinieerd zijn, zoals in ringen.
Als bijvoorbeeld {\displaystyle A} een vierkante reële 2×2-matrix is en {\displaystyle f} is de polynoom {\displaystyle f(X)=X^{2}-5X+1,} dan is
{\displaystyle f(A)=A\cdot A-5A+1}
waar de punt {\displaystyle \cdot } het matrixproduct voorstelt en 1 de identiteitsmatrix.

## Analytische functies
Analytische functies zijn functies die in een omgeving van ieder punt van hun domein kunnen worden voorgesteld door een machtreeks:
{\displaystyle f(x)=f(x_{0})+\sum _{n=1}^{\infty }{\frac {f^{(n)}(x_{0})}{n!}}(x-x_{0})^{n}}
In een algebraïsche structuur, waarin niet alleen een optelling en een vermenigvuldiging bestaan, maar ook het begrip convergentie (van een reekssom), kan aan dergelijke functies een betekenis worden gegeven. De natuurlijke context hiervoor is een banach-algebra.
Vierkante {\displaystyle n\times n}-matrices met reële of complexe elementen vormen een banach-algebra met als norm het maximum van de absolute waarden van de elementen. Zo kunnen we bijvoorbeeld de natuurlijke exponentiële functie van een matrix definiëren:
{\displaystyle \exp(A)=\sum _{n=0}^{\infty }{\frac {A^{n}}{n!}}}
Dergelijke machtreeksen convergeren als de gegeven (complex)-analytische functie goed gedefinieerd is in de omgeving van het spectrum van de matrix {\displaystyle A} (de verzameling complexe eigenwaarden van {\displaystyle A}). De exponentiële functie is analytisch op het hele complexe vlak, dus bovenstaande machtreeks convergeert voor elke vierkante matrix.

## Het spectrum van een commutatieve banach-algebra
Bij een commutatieve complexe banach-algebra {\displaystyle A} bestaat er een een-eenduidig verband tussen maximale idealen enerzijds en homomofismen van {\displaystyle A} naar de complexe getallen anderzijds. Deze verzameling {\displaystyle \Delta } heet spectrum van {\displaystyle A} en wordt uitgerust met de zwakke topologie (zie topologische vectorruimte). Er bestaat nu een functionele calculus voor continue functies van Δ naar de complexe getallen. De Gelfand-transformatie van een element {\displaystyle x} van {\displaystyle A} associeert met {\displaystyle x} de complexwaardige evaluatieafbeelding {\displaystyle {\hat {x}}={\text{ev}}_{x}} op {\displaystyle \Delta ,} die ieder homomorfisme {\displaystyle h} op haar functiewaarde {\displaystyle h(x)} afbeeldt.
Het belangrijkste resultaat in deze context is de stelling van Gelfand-Naimark. Deze beperkt zich tot een bijzonder soort banach-algebra, B*-algebra genaamd. Een B*-algebra is een banach-algebra met een bewerking involutie, genoteerd met een ster (*), die voldoet aan de eigenschap
{\displaystyle \forall x\in A:\|xx^{*}\|=\|x\|^{2}}
De stelling luidt:
Zij {\displaystyle A} een commutatieve B*-algebra met maximale ideaalruimte {\displaystyle \Delta .} De Gelfand-transformatie is een isometrisch isomorfisme tussen {\displaystyle A} en {\displaystyle C(\Delta ),} met de bijkomende eigenschap dat
{\displaystyle h(x^{*})={\overline {h(x)}}}
De functionele calculus laat dus toe, continue complexe functies op het spectrum van {\displaystyle A} te identificeren met willekeurige elementen van {\displaystyle A.}

## Het spectrum van een operator in een hilbertruimte
Als {\displaystyle A} een normale, begrensde operator is in een hilbertruimte {\displaystyle H,} kan er betekenis worden gegeven aan {\displaystyle f(A)} voor elke meetbare complexe functie op het spectrum van {\displaystyle A} (dus niet alleen continue of analytische functies). Hiertoe wordt een operator-waardige maat gedefinieerd, een zogenaamde resolutie van de identiteit.
De functionele calculus voor normale operatoren gaat nog steeds door voor zelftoegevoegde onbegrensde operatoren. In dat geval is {\displaystyle f(A)} begrensd als en slechts als {\displaystyle f} een begrensde functie is. Zo wordt met elke zelftoegevoegde operator waarvan het (altijd reële) spectrum langs boven begrensd is, een eenparameter-halfgroep van operatoren geassocieerd:
{\displaystyle \mathbb {R} \to {\mathcal {B}}(H):t\mapsto \exp(tA)}